# Pungyang-myeon, Goheung-gun
Pungyang-myeon (koreanska: 풍양면) är en socken i Sydkorea. Den ligger i kommunen Goheung-gun i provinsen Södra Jeolla i den södra delen av landet, 330 km söder om huvudstaden Seoul.